# أدا (صربيا)
أدا (Ада) هي مدينة في سيفيرنو-بانات في مقاطعة فوجفودينا في صربيا.

## أعلام
- ماتياش راكوشي